# West-Afrikaanse franjeaap
De West-Afrikaanse franjeaap (Colobus polykomos) is een soort uit de familie van de apen van de Oude Wereld (Cercopithecidae). De wetenschappelijke naam van de soort werd voor het eerst geldig gepubliceerd door Zimmermann in 1780.

## Kenmerken
De vacht is glanzend zwart met langs de flanken lange witte manen, die samenkomen aan de staartbasis.Rond de ogen bevindt zich een krans van witte haren, terwijl de staart eindigt in een witte kwast.

## Verspreiding en leefgebied
De soort komt voor van Gambia tot Ivoorkust.

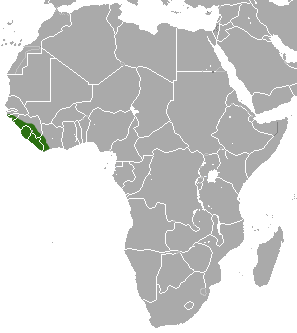
Verspreidingsgebied van de West-Afrikaanse franjeaap